# Gyrstinge
Gyrstinge – miasto w Danii, w regionie Zelandia, w gminie Ringsted.